# Veltsi
Veltsi är en ort i Estland. Den ligger i Rakvere kommun och landskapet Lääne-Virumaa, i den centrala delen av landet, 90 km öster om huvudstaden Tallinn. Veltsi ligger 82 meter över havet och antalet invånare är 293.
Terrängen runt Veltsi är platt. Runt Veltsi är det tätbefolkat, med 913 invånare per kvadratkilometer. Närmaste större samhälle är Rakvere, 7,7 km sydost om Veltsi. Omgivningarna runt Veltsi är en mosaik av jordbruksmark och naturlig växtlighet.